# Małgorzata Szewczyk
Małgorzata Szewczyk, właśc. Łucja Szewczyk (ur. 1828 w Szepetówce, zm. 5 czerwca 1905 w Nieszawie) – polska zakonnica, współzałożycielka i pierwsza przełożona zakonu Zgromadzenia Córek Matki Bożej Bolesnej (serafitek) oraz błogosławiona Kościoła katolickiego.

## Życiorys

### Lata dzieciństwa i młodości
Łucja Szewczyk urodziła się w pobożnej, katolickiej rodzinie Jana, dzierżawcy cukrowni posiadłości książąt Sanguszków i Marianny, która po śmierci pierwszej żony, była jego drugą żoną. Miała przyrodnią siostrę z pierwszego małżeństwa jej ojca. Pierwszą nauczycielką była jej matka, a po jej śmierci przyrodnia siostra, która nauczyła ją czytać i pisać, a następnie podała jej podstawy arytmetyki. Od niej nauczyła się również podstawowych prawd katechizmu oraz praktycznych robót pomocnych w prowadzeniu domu jak np. haftowania. W 1835 zmarł jej ojciec, a dwa lata później (1837) zmarła jej matka. Osieroconą Łucją opiekowała się jej starsza siostra, która wyszła za mąż za administratora cukrowni. Prawdopodobnie między dziewiątym a dwunastym rokiem życia przystąpiła do Pierwszej Komunii świętej, a później do bierzmowania, jednak nie znane są bliższe okoliczności ani daty przyjęcia tych sakramentów.
Duży wpływ na jej formację duchową mieli Księża Misjonarze przy kościele św. Józefa w Zasławiu, oddalonym o 13 km od Szepetówki, którzy prowadzili Bractwo Trójcy Przenajświętszej, do którego należała młoda Łucja, a ponadto duszpasterz kresów, ks. Wiktor Ożarowski oraz biskup łucko-żytomierski Kasper Borowski. Pielgrzymowała do sanktuariów maryjnych, m.in. do Berdyczowa, Częstochowy czy do sanktuarium Matki Bożej Bolesnej w Niewirkowie niedaleko Zasławia. Najczęściej jednak modliła się przy wizerunku Matki Bożej Zasławskiej w klasztorze Ojców Bernardynów. W latach późniejszych, kiedy była już zakonnicą jej ulubioną modlitwą była adoracja Najświętszego Sakramentu i różaniec, który trzymała w ręce.

### Powołanie zakonne
W 1848 wstąpiła przy klasztorze w Zasławiu do Trzeciego Zakonu Franciszkańskiego, zostając tercjarką. Następnie, w pierwszej połowie 1870 udała się z Julią Sowińską z pielgrzymką do Ziemi Świętej, wyrażając w ten sposób pragnienie wyboru przyszłego życia konsekrowanego. Początkowo drogę z Szepetówki do Odessy przebyły pieszo (ok. 1600 km), a potem statkiem udały się do Hajfy, by przybyć wreszcie do klasztoru franciszkanów do Jerozolimy. Tutaj przez trzy lata służyła pielgrzymom, chorym i ubogim. Przez pewien czas przebywała w Nazarecie, odwiedzając miejsca związane z życiem Matki Bożej i dzieciństwa Chrystusa. W drodze powrotnej podróżując w towarzystwie s. Magdaleny Boguckiej odwiedziła Loreto we Włoszech, gdzie – jak wspominała to po latach – usłyszała głos Matki Bożej, iż powinna zaopiekować się chorymi i ludźmi niepełnosprawnymi oraz gdzie doznała łaski uzdrowienia z niegojącej się rany na czole.
Jesienią 1873 udała się z s. Bogucką do Warszawy, gdzie dzięki kierowniczce przytułku przy ul. Wilczej 7, Felicji Piotrowskiej poznała osobiście w Zakroczymiu kapucyna o. Honorata Koźmińskiego, późniejszego błogosławionego, który był opiekunem tego przytułku. Pod jego okiem odbyła rekolekcje, po których na jego ręce złożyła śluby tercjarskie, a następnie została odesłana do pracy w warszawskim przytułku, gdzie przebywała w latach 1873-1878. Po roku nowicjatu, 24 sierpnia 1878 w Zakroczymiu s. Łucja złożyła śluby czasowe, uczestnicząc z polecenia o. Honorata w życiu jednego ze zgromadzeń bezhabitowych. W 1880 udała się ponownie do Zakroczymia, gdzie zamieszkała i przyjęła do domu dwie samotne staruszki, którymi się opiekowała.

### Założenie Zgromadzenia zakonnego
W następnym roku (8 kwietnia 1881) odnowiła śluby, obierając imię zakonne Maria Małgorzata oraz dała początek nowemu zgromadzeniu zakonnemu o nazwie Siostrzyczki ubogich, zostając jednocześnie pierwszą przełożoną generalną i mistrzynią nowicjatu.
Powstałe Zgromadzenie o. Honorat oddał pod opiekę Matki Bożej Bolesnej, umieszczając w ich Ustawach hasło:

Wszystko dla Jezusa przez Bolejące Serce Maryi.

W lipcu 1881 siostry zamieszkały w nowo kupionym domu w Zakroczymiu, który stał się ośrodkiem ich działalności aż do 1891, kiedy przeniosły się następnie do zaboru austriackiego. We wrześniu 1881, pod wpływem przeżycia wspomnienia Matki Bożej Bolesnej s. Małgorzata nadała Zgromadzeniu imię Córki Matki Bożej Bolesnej. Wśród pierwszych sióstr była m.in. Maria Bronic, późniejsza s. Weronika CMBB autorka jej biografii.
W marcu 1882 zostały przyjęte dwie nowe kandydatki: Franciszka Wysocka późniejsza s. Antonina CMBB i Wiktoria Domańska późniejsza s. Róża CMBB. Nowicjuszki otrzymały szkaplerz, sznur i różaniec, które ubierały pod świeckie ubranie. Po ukończeniu nowicjatu, 29 grudnia 1883 nowicjuszki złożyły na jej ręce potajemnie pierwsze śluby czasowe na trzy lata, z uwagi na niebezpieczeństwo interwencji policji carskiej. Wszystkie siostry musiały ciężko pracować, aby utrzymać porządek w całym domu i zabezpieczyć wyżywienie dla chorych, starszych i ubogich. Matka Małgorzata pozyskiwała środki finansowe potrzebne do utrzymania domu szyjąc oraz haftując. Wraz ze współsiostrami wykonywała ozdobną pościel, obrusy i rzeczy potrzebne do liturgii jak komże, alby, ornaty i stuły.
W 1884 udała się do Warszawy, wynajmując mieszkanie, do którego zaczęła przyjmować osoby chore i starsze. Pod koniec 1887, za zgodą o. Honorata wynajęła kolejne mieszkanie na ul. Kościelnej dla chorych i biednych. Następnie rozszerzyła pole działania, zakładając nowy dom w Częstochowie przy ul. św. Barbary, po czym kupiła tam większy dom przy ul. św. Rocha na działalność charytatywną, a od 1892 założyła tam nowicjat dla przyszłych sióstr. Potem przy pomocy kard. Albina Dunajewskiego i darowizny dużego domu z ogrodem, należącego do barona Hermana Czecza otworzyła 14 sierpnia 1891 kolejną fundację w Hałcnowie dla ubogich staruszek, biednych dzieci i sierot. Od tego momentu wspólnota sióstr przyjęła nową nazwę: Zgromadzenie Córek Matki Bożej Bolesnej znanych dziś jako Siostry Serafitki. Siostry nie posiadały żadnych źródeł na utrzymanie domu i ubogich, dlatego same podejmowały pracę oraz kwestowały prosząc o jałmużnę.
W 1892 siostry sprzedały dom w Zakroczymiu, a uzyskane środki przeznaczyły na budowę nowego klasztoru w Oświęcimiu, gdzie w 1893 przeniesiono zarząd Zgromadzenia. W Oświęcimiu otworzyła nową placówkę dla osób starszych, a dom w Hałcnowie przekształcono na sierociniec i dom formacyjny dla sióstr. Następnie w 1893 otworzyła nowy dom w Żywcu przeznaczony na przedszkole. Z czasem Zgromadzenie zaczęło prowadzić większą liczbę przedszkoli, sierocińców oraz szkół, podejmując działalność charytatywno edukacyjną.

### U schyłku życia
W Oświęcimiu Matka Małgorzata spędziła dziesięć lat (1894-1904), prowadząc na szeroką skalę działalność charytatywną. Obok Hałcnowa i Oświęcimia, powstały fundacje m.in. w Żywcu, Frydrychowicach, Stryju, Drohobyczu i Jarosławiu. Na początku XX wieku otworzyła nowy dom w Nieszawie. Łącznie w latach 1893-1904 powstało 13 nowych domów Zgromadzenia.
Statuty Sióstr Serafitek zostały po raz pierwszy zaaprobowane przez Kurię biskupią w Krakowie 30 grudnia 1898. Dwa lata później otrzymały aprobatę rządu austriackiego. Już po śmierci założycielki, 30 maja 1908 Zgromadzenie zostało afiliowane do Zakonu Braci Mniejszych Kapucynów, 12 lutego 1909 otrzymało dekret pochwalny od Stolicy Apostolskiej, a następnie 3 marca 1953 zostało przez nią ostatecznie zatwierdzone.
30 grudnia 1901 rozpoczęła się w Oświęcimiu pierwsza Kapituła Generalna Zgromadzenia zwołana przez Matkę Małgorzatę, która wybrała ją na przełożoną generalną, a na wikariuszkę generalną wybrano s. Katarzynę Hałacińską, późniejszą Służebnicę Bożą. 8 marca 1904 z uwagi na stan zdrowia złożyła rezygnację z funkcji przełożonej generalnej, która została przyjęta przez kard. Jana Puzynę 9 kwietnia, a kolejną przełożoną od 27 kwietnia tegoż roku została s. Hieronima Węgrzyk CMBB.
Po rezygnacji z kierowania Zgromadzeniem udała się do Nieszawy, gdzie zamieszkała w wynajętym od proboszcza niewielkim domku nazywanym „wikaryjką” albo „organistówką” naprzeciw kościoła parafialnego. Chorowała na nerki oraz oczy, które z biegiem lat były coraz słabsze. Zmarła 5 czerwca 1905 w godzinach porannych po przyjęciu sakramentu chorych w obecności czuwającej współsiostry Augustyny CMBB. Jej ciało, ubrane w strój zakonny i złożone do trumny zostało wystawione przez trzy dni w kaplicy św. Wojciecha w kościele parafialnym w Nieszawie. Trumnę początkowo złożono na cmentarzu w Nieszawie w grobowcu rodzinnym s. Augustyny Ogrodowskiej. 16 listopada 1931 ciało zostało ekshumowane i przewiezione do Oświęcimia, do kaplicy cmentarza parafialnego z myślą o przygotowaniu krypty w kościele klasztornym. Ostatecznie 18 stycznia 1951 ciało zostało przeniesione do przedsionka tego kościoła i złożone w sarkofagu z białego marmuru z wizerunkiem Piety. Ponowna ekshumacja jej ciała odbyła się 22 lutego 2013 w celu wydzielenia jej kości do relikwiarzy przed ceremonią jej beatyfikacji.

## Proces beatyfikacji

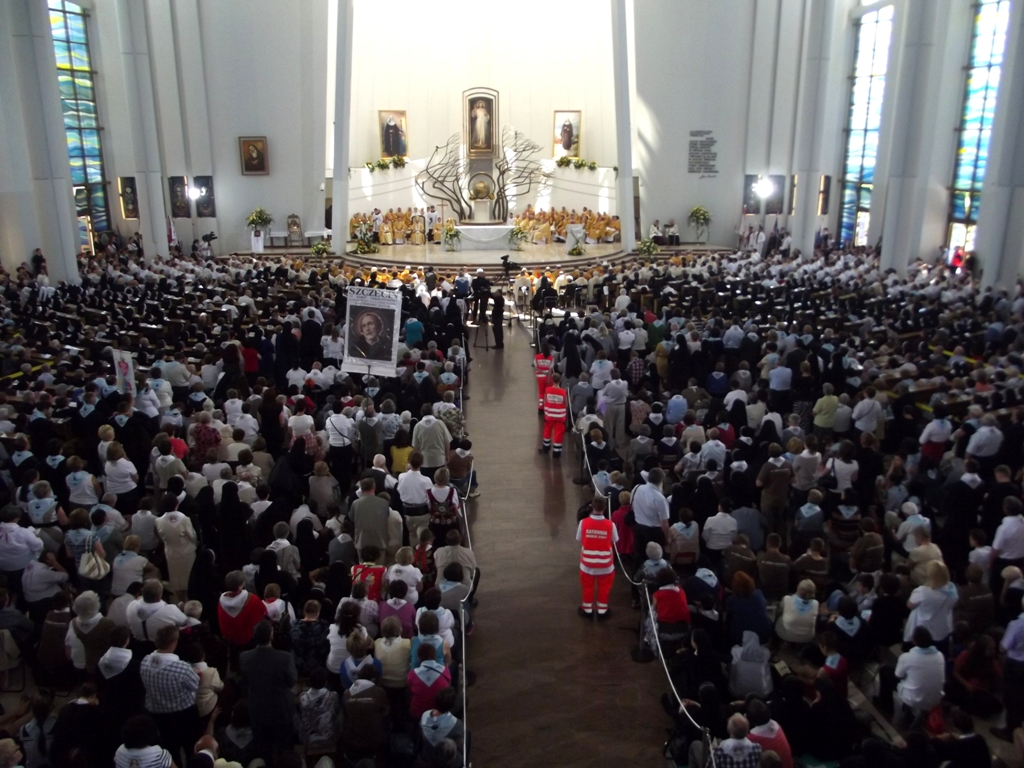
Msza beatyfikacyjna w Sanktuarium Bożego Miłosierdzia w Krakowie

Z inicjatywy sióstr serafitek, przekonanych o świątobliwości jej życia podjęto próbę wyniesienia ją na ołtarze. 25 sierpnia 1993 Stolica Apostolska wyraziła zgodę tzw. Nihil obstat na rozpoczęcie procesu jej beatyfikacji. 9 listopada tegoż roku został rozpoczęty w Krakowie przez kard. Franciszka Macharskiego na szczeblu diecezjalnym proces jej beatyfikacji, który został zamknięty 15 czerwca 1996, po czym 6 grudnia tegoż roku Stolica Apostolska wydała dekret o ważności postępowania diecezjalnego. Postulatorem procesu mianowano ks. infułata Michała Jagosza.
W 2008 złożono w Kongregacji Spraw Kanonizacyjnych tzw. (łac. Positio) celem dalszego postępowania. 19 grudnia 2011 Stolica Apostolska wydała dekret o heroiczności jej cnót. Odtąd przysługiwał jej tytuł Czcigodnej Służebnicy Bożej.
7 lipca 2012 odbyła się sesja konsultorów teologicznych, a 10 grudnia tegoż roku sesja kardynałów i biskupów Kongregacji Spraw Kanonizacyjnych, którzy zaaprobowali dokumentację jej procesu. 20 grudnia 2012 papież Benedykt XVI promulgował dekret o ważności cudu wymaganego w procesie beatyfikacyjnym, jakim było uzdrowienie z grzybicy kropidlakowej płuc w 1975 serafitki s. Wity Chamielec CMBB, po czym 9 czerwca 2013 wraz z Czcigodną Służebnicą Bożą Zofią Czeską w Sanktuarium Bożego Miłosierdzia w Krakowie pod przewodnictwem kard. Angela Amato odbyła się ich uroczysta beatyfikacja.

## Upamiętnienie

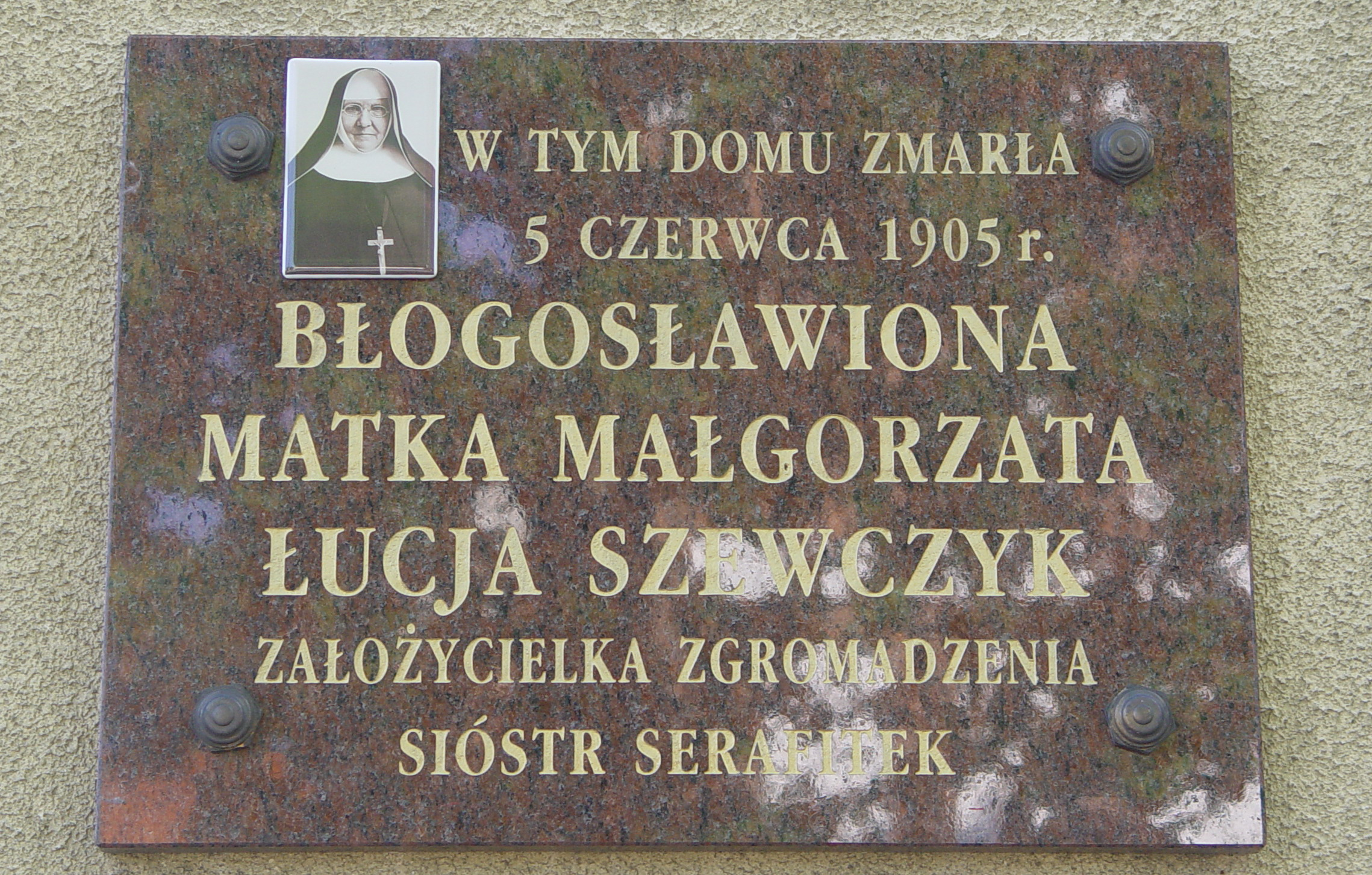
Tablica pamiątkowa na domu w Nieszawie, w którym zmarła bł. Małgorzata Szewczyk

- 14 czerwca 2006 siostry serafitki w Oświęcimiu założyły fundację im. Matki Małgorzaty Szewczyk w celu wsparcia szeroko rozumianej działalności charytatywnej[23]
- Przedszkole nr 18 w Krakowie przy ul. Łowieckiej 5, prowadzone przez siostry serafitki zostało poświęcone jej imieniu[24]. Również przedszkole niepubliczne w Bielsku-Białej przy ul. Henryka Sucharskiego 21, prowadzone przez siostry nosi również jej imię[25]. Ponadto w 2000, przy domu rekolekcyjnym serafitek w Hałcnowie, zostało otwarte przedszkole również jej imienia[1].
- W Oświęcimiu, 7 czerwca 2014 przed domem sióstr ustawiono pomnik z jej figurą na postumencie, który poświęcił bp Roman Pindel[26]. Ponadto na pierwszym piętrze oświęcimskiego klasztoru otwarto muzeum bł. Matki Małgorzaty z pamiątkami i zdjęciami związanymi z jej życiem oraz historią zgromadzenia[27].
- W oświęcimskim kościele klasztornym odprawiana jest 5. dnia każdego miesiąca msza święta o dar jej kanonizacji[1]. Siostry odmawiają ponadto nieustanną nowennę o łaski za jej wstawiennictwem według intencji osób, które składają swoje prośby do skrzynki umieszczonej przy jej grobie[1].
- Miejscem pamięci jest dom zakonny w Hałcnowie[1]. W domu tym znajduje się pokój, w którym ona mieszkała i niektóre przedmioty przez nią używane[1]. Z okazji setnej rocznicy obecności sióstr w Hałcnowie (1991), ulica prowadząca do klasztoru otrzymała nazwę: Siostry Małgorzaty Szewczyk[1].
- Z okazji setnej rocznicy jej śmierci w 2005 na cmentarzu parafialnym w Nieszawie została poświęcona nowa płyta nagrobna w miejscu, gdzie spoczywało jej ciało[1]. Uchwałą Rady Miejskiej nadano jej pośmiertnie tytuł Honorowego Obywatela Miasta Nieszawy, a mieszkańcy ufundowali witraż z jej wizerunkiem w kościele parafialnym[1]. Na domu w którym zmarła wmurowano tablicę pamiątkową.
- Jej wspomnienie liturgiczne obchodzone jest 5 czerwca (dies natalis).